# Array of Low Energy X-ray Imaging Sensors
Array of Low Energy X-ray Imaging Sensors (ALEXIS) ist ein ehemaliges Weltraumteleskop auf einem Kleinsatelliten für Beobachtungen im weichen Röntgenlicht bzw. extremen Ultraviolett.
ALEXIS wurde vom amerikanischen Energieministerium als Demonstration der Machbarkeit kostengünstiger Röntgensatelliten für die Überwachung von Atomtests finanziert. Die Entwicklung in Zusammenarbeit von Los Alamos National Laboratory, Sandia National Laboratories, dem Space Science Laboratory der University of California, Berkeley und AeroAstro Inc. wurde in nur drei Jahren abgeschlossen.

## Aufbau
ALEXIS wiegt 115 kg und ist ohne Antenne nur etwa 1 m groß. Der Satellit verfügt über sechs kleine Teleskope mit je 33° Gesichtsfeld, die in Paaren jeweils ein Gebiet am Himmel im weichen Röntgenlicht bzw. extremen Ultraviolettlicht beobachteten, sowie ein Experiment zur Überwachung von Radioemissionen von der Erde. Im Gegensatz zu vielen Teleskopen für härtere Röntgenstrahlen, die die Reflexion von Röntgenlicht bei streifendem Einfall nutzen (siehe Wolter-Teleskop), sind die Spiegel von ALEXIS wie die Spiegel eines optischen Teleskops geformt. Ihre Reflektivität erhalten sie über eine mehrlagige Beschichtung. Die verschiedenen Teleskope sind für Reflexion in schmalen Energiebändern bei Energien von 66 bis 93 eV gebaut, diese sind zum Teil auf Emissionslinien hochionisierten Eisens abgestimmt.

## Missionsverlauf
ALEXIS wurde am 25. April 1993 mit einer flugzeuggestützten Pegasus-Rakete in der Point Arguello Western Air Drop Zone vor der kalifornischen Küste in die Erdumlaufbahn gebracht. Das Trägerflugzeug vom Typ B-52 war von der Edwards Air Force Base aus gestartet. Nach dem Start mussten Probleme mit der Lageregelung nach Ausfall eines Sonnenzellenpanels behoben werden. Erst nach drei Monaten konnte der Kontakt hergestellt werden. Nach 12 Jahren in der Erdumlaufbahn waren Sonnenzellen und Stromversorgung von ALEXIS nur noch teilweise funktionsfähig, so dass der Satellit am 29. April 2005 außer Betrieb genommen wurde.
ALEXIS durchmusterte die diffuse weiche Röntgenstrahlung und einzelne Quellen und untersuchte veränderliche Sterne.